# W.H. Auden
Wystan Hugh Auden (York, 21 februari 1907 – Wenen, 29 september 1973) was een Brits-Amerikaans dichter, essayist en literatuurcriticus. In 1947 ontving hij de Pulitzerprijs voor poëzie.

## Levensloop
Auden groeide op in Birmingham, kreeg les op een kostschool (Gresham's School) en studeerde aan de Universiteit van Oxford, waar hij tweemaal redacteur was van de bloemlezingen onder de titel Oxford Poetry en zich ontwikkelde tot een van de linksgeoriënteerde dichters van die tijd. Zijn eerste bundel, Poems (1928), werd gedrukt door zijn vriend en collega-dichter Stephen Spender. Na zijn jaren in Oxford woonde hij een jaar in Berlijn, waar hij in de tijd van de jonge Weimarrepubliek meer ruimte vond voor het tonen van zijn homoseksualiteit.
Na zijn terugkeer in Engeland gaf hij les aan twee jongensscholen (1930-1935). Hij vestigde zijn naam als scherp, geestig en maatschappijkritisch dichter met The Orators (1932) en groeide verder in die rol tijdens zijn werk als leraar.
In 1935 trouwde Auden onverwacht met de schrijfster en actrice Erika Mann, de oudste dochter van de Duitse schrijver Thomas Mann. Dit huwelijk was bedoeld om Erika van een Brits paspoort te voorzien, want het Duitse staatsburgerschap was haar door de nazi's ontnomen. Het echtpaar woonde niet samen, maar bleef wel levenslang bevriend en ze zijn nooit gescheiden. In 1939 emigreerde Auden samen met zijn vriend Christopher Isherwood naar de Verenigde Staten. In 1945 werd hij Amerikaans staatsburger. Auden kreeg een levenslange, zij het op den duur niet altijd even gelukkige, relatie met de dichter en vertaler Chester Kallman (1921-1975). Met Kallman werkte hij vaak samen aan operalibretto's, onder andere voor Benjamin Britten, Igor Stravinsky, Hans Werner Henze en Nicolas Nabokov.
Had Auden als jongeman veel belangstelling gehad voor de theorieën van Sigmund Freud, in de jaren dertig van de 20e eeuw kreeg hij veel belangstelling voor het marxisme. Tijdens de Tweede Wereldoorlog verschoof Audens belangstelling van het marxisme naar het christendom, de godsdienst waarin hij was opgevoed, zoals met name duidelijk wordt in zijn New Year Letter (1941). Deze interesses zijn duidelijk te traceren in zijn werk. Voor The Age of Anxiety (1947) ontving hij de Pulitzerprijs.
Van 1956 tot 1961 was Auden hoogleraar poëzie in Oxford. Hiervoor hoefde hij maar een paar keer per jaar in Oxford te zijn. In de laatste jaren van zijn leven woonde hij een deel van het jaar in Oostenrijk. In zijn laatste levensjaar verhuisde hij terug naar Oxford. Auden overleed op 66-jarige leeftijd aan hartfalen in een hotel in Wenen in de nacht, 29 september 1973, een paar uur nadat hij een voordracht van zijn gedichten had gegeven voor de Oostenrijkse Vereniging voor Literatuur in het Palais Pálffy. Hij was van plan om de volgende dag terug te keren naar Oxford. Hij werd op 4 oktober begraven in Kirchstetten. Een jaar later werd er een gedenksteen geplaatst in Westminster Abbey in Londen.
In februari 2009 verscheen Nee, Plato, nee, een tweetalige bloemlezing uit Audens poëzie, vertaald en toegelicht door Benno Barnard, Huub Beurskens en Wiel Kusters.

## In andere media
W.H. Auden leverde het script voor God's Chillun, waarvoor Audens vriend Benjamin Britten de muziek leverde.
In de film Four Weddings and a Funeral uit 1994 wordt bij de in het verhaal voorkomende begrafenis Audens gedicht Funeral Blues (Stop all the clocks...) geciteerd. Zie de externe link voor de tekst.
De film Body of Lies begint ook met een citaat van Auden.